# Victoria Melita von Sachsen-Coburg und Gotha

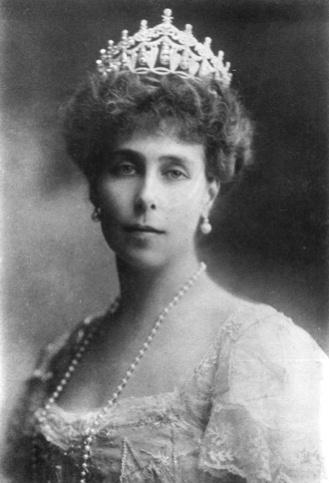
Prinzessin Victoria Melita von Sachsen-Coburg und Gotha, um 1900

Prinzessin Victoria Melita von Sachsen-Coburg und Gotha, genannt Ducky, VA (* 25. November 1876 in Valletta (Malta); † 2. März 1936 in Amorbach), war als Enkelin von Königin Victoria ein Mitglied der britischen königlichen Familie. Zum Zeitpunkt ihrer Geburt hatte sie den zehnten Platz in der britischen Thronfolge inne und daher den Titel „Her Royal Highness Princess Victoria of Edinburgh“. Durch ihre Ehen trug sie die Titel einer Großherzogin von Hessen und bei Rhein und unter dem Namen Viktoria Fjodorowna den einer Großfürstin von Russland.

## Kindheit und Jugend
Victoria wurde im San-Antonio-Palast auf Malta geboren, woher auch ihr zweiter Vorname rührte. Ihr Vater Alfred,  zweiter Sohn von Königin Victoria, war für mehrere Jahre als Offizier der Royal Navy auf Malta stationiert. Ihre Mutter war Maria Alexandrowna, eine Tochter Zar Alexanders II. und seiner ersten Frau Marie von Hessen-Darmstadt.
Als Kind war Victoria ein schwieriger Charakter. Ihre ältere Schwester Marie beschrieb sie später als sensibel, zurückhaltend und schüchtern. Ihre Mutter erzog die Kinder streng und duldete ein derartiges Verhalten nicht. Sie behandelte die kleine Victoria hart und probierte allerlei Methoden aus, damit diese ihre Schüchternheit überwinden sollte.

## Umzug nach Coburg
Als Sohn des bereits verstorbenen Prinzen Albert von Sachsen-Coburg und Gotha stand Victorias Vater nach seinem Bruder Edward an zweiter Stelle der Thronfolge des Herzogtums. Nachdem sein Onkel Herzog Ernst II. kinderlos gestorben war und sein Bruder auf seinen Anspruch verzichtet hatte, wurde Alfred zum Herzog von Sachsen-Coburg und Gotha ernannt. Daraufhin zog die Familie 1889 nach Coburg. Herzogin Maria hatte viel für Deutschland übrig und bestand darauf, dass sich die Kinder ihrer neuen Heimat anpassten. So erhielten die Mädchen eine deutsche Gouvernante und wurden der lutherischen Praxis entsprechend konfirmiert, obwohl sie im anglikanischen Glauben aufgewachsen waren.

## Erste Ehe

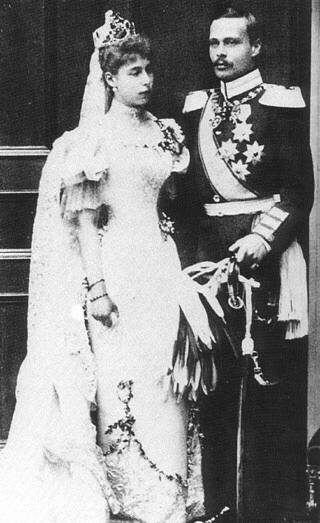
Victoria Melita und ihr erster Ehemann Ernst Ludwig, 1894

Nachdem Victorias Schwester Marie den rumänischen Kronprinzen Ferdinand von Hohenzollern-Sigmaringen geheiratet hatte, wurde nun auch nach einem geeigneten Ehemann für Victoria gesucht. Dabei fiel die Wahl auf Großherzog Ernst Ludwig von Hessen und bei Rhein. Er war über seine Mutter, Prinzessin Alice, Großherzogin von Hessen und bei Rhein, ebenfalls ein Enkel Königin Victorias und ein Cousin Victorias väterlicherseits.
Königin Victoria war von der Idee einer Eheschließung zwischen ihren beiden Enkeln sehr angetan. Dies galt auch für Herzogin Maria, deren Mutter Marie ebenfalls eine Prinzessin von Hessen war. Auch wenn weder Victoria noch Ernst Ludwig viel von diesem Vorhaben hielten, gaben sie schließlich dem Druck der Familien nach. Die sogenannte Fürstenhochzeit fand am 19. April 1894 im Kreise des europäischen Hochadels in Coburg statt. Zu den Gästen zählten ihrer beider Großmutter, Königin Victoria von Großbritannien, ihrer beider Cousin, Kaiser Wilhelm II., sowie ihr zukünftiger Schwager, der spätere Zar Nikolaus II. von Russland.
Aus der Ehe ging die gemeinsame Tochter Elisabeth (1895–1903) hervor. Im Mai des Jahres 1900 brachte Victoria Melita einen tot geborenen Jungen zur Welt.
Nach diesem Schicksalsschlag und einem Ehebruch des Gatten trennte sich das Paar im Jahr 1900. Versuche, die Eheleute einander wieder näher zu bringen, scheiterten. Die Ehe wurde am 21. Dezember 1901 geschieden. Die Scheidung sorgte für viel Aufsehen in europäischen Adelskreisen. Victoria Melita zog nach der Scheidung zu ihrer Mutter in deren Haus an der französischen Riviera. Ihre Tochter Elisabeth starb 1903 nach einer Reise zu ihrer Tante Alix, der letzten Zarin von Russland, auf dem Rückweg in Skierniewice (Polen) an Typhus.

## Zweite Ehe und Rückkehr nach Russland

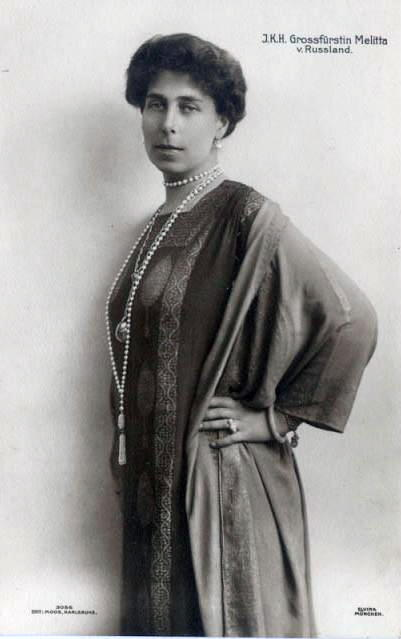
Victoria Melita von Sachsen-Coburg und Gotha, Fotografie Atelier Elvira, München

Bereits 1891 war Victoria mit ihrer Mutter zur Beerdigung der Großfürstin Alexandra Georgijewna gereist, der Frau ihres Onkels mütterlicherseits, des Großfürsten Paul Alexandrowitsch. Dort traf sie zum ersten Mal auf ihren Cousin, Großfürst Kyrill Wladimirowitsch Romanow. Zwar waren die beiden einander sehr zugeneigt, jedoch untersagte ihre Großmutter Königin Victoria, in die russische Zarenfamilie einzuheiraten, zumal Ehen zwischen Cousins und Cousinen ersten Grades laut russischem Hausrecht verboten waren.
1896 reiste Victoria erneut nach Russland, um der Krönung Nikolaus’ zum Zaren beizuwohnen. Während ihres Aufenthaltes wurde ihr Interesse an Kyrill wiedererweckt. Er wurde dadurch ebenfalls in den Scheidungsskandal einbezogen und Ernst Ludwigs Schwester, Zarin Alexandra Fjodorowna, verlangte vom Zaren, Kyrill ins Exil in den fernen Osten zu schicken. Kyrill kehrte  als Kriegsheld nach Moskau zurück, nachdem er einen Angriff auf die russische Flotte während des Russisch-Japanischen Krieges 1904 überlebt hatte. Der Zar gestattete ihm die Ausreise aus Russland, und Kyrill ging nach Coburg, um bei Victoria zu sein.
Am 8. Oktober 1905 erfolgte in Tegernsee unter strenger Geheimhaltung nach russisch-orthodoxem Ritus die Hochzeit zwischen Victoria,  die sich jetzt Viktoria Fjodorowna nannte, und Kyrill. Es war eine schlichte Feier ohne Anwesenheit königlicher Gäste, und Nikolaus II. erkannte Kyrill zur Strafe seine königlichen Privilegien und seinen Titel innerhalb der Marine ab.
Das Paar hatte zusammen drei Kinder:
- Maria (* 2. Februar 1907; † 27. Oktober 1951) ⚭ Karl zu Leiningen (1898–1946)
- Kira (* 9. Mai 1909; † 8. September 1967) ⚭ Louis Ferdinand von Preußen (1907–1994)
- Wladimir Kirillowitsch Romanow (* 30. August 1917; † 21. April 1992)

Nach einigen Todesfällen in der russischen Zarenfamilie war Nikolaus gezwungen, Kyrill wieder in die kaiserliche Familie aufzunehmen. Somit stand er jetzt an dritter Stelle der Thronfolge. Das Paar wurde nach Russland zurückgeholt, und Victoria wurde der Titel einer Großfürstin von Russland verliehen. Sie lebte sich schnell in die russische Gesellschaft ein und genoss das Leben am Hof mit seinen glanzvollen Empfängen und Bällen.
Während des Ersten Weltkrieges arbeitete Victoria als Krankenschwester und organisierte erste motorisierte Krankentransporte, die die Arbeit um einiges beschleunigten. Wie viele andere Mitglieder der Familie standen auch Victoria und Kyrill der Beziehung des Zarenpaares zu Rasputin sehr kritisch gegenüber. Nachdem Rasputin im Dezember 1916 ermordet worden war, wurde beim Zaren eine Petition eingereicht mit der Bitte um Begnadigung für Rasputins Mörder, Großfürst Dmitri Pawlowitsch. Der Zar lehnte ab. Wenige Wochen darauf musste der Zar abdanken und das Land wurde zur Republik. Am 14. März 1917 schworen Kyrill und seine Marineeinheit der Duma die Treue in der Hoffnung, die alte Ordnung wiederherzustellen und die Monarchie zu retten. Die kaiserliche Familie empfand dies jedoch eher als Hochverrat. Victoria stand aber zu ihrem Mann, der ihrer Meinung nach das Richtige getan hatte.

## Revolution und Flucht

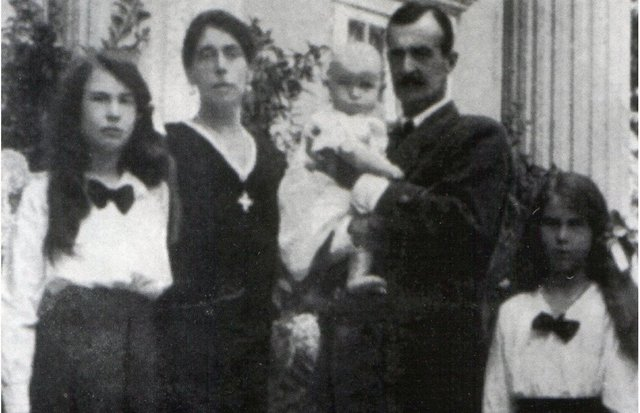
Victoria mit ihrem Ehemann und drei Kindern.

Während der Oktoberrevolution 1917 flüchtete Victoria mit ihrer Familie nach Finnland, wo sie bis 1919 bleiben sollte. In den folgenden Jahren lebte sie in Nizza und hielt sich gelegentlich in Coburg auf. Sie unterstützte den 1923 während des Hitlerputschs getöteten Max Erwin von Scheubner-Richter beim Sammeln von Spenden für die NSDAP.
Den Rest ihres Lebens verbrachte das Paar ab 1925 in seinem Wohnsitz in Saint-Briac-sur-mer in Frankreich.
Victoria starb am 2. März 1936 und wurde am 6. März 1936 im Herzoglichen Mausoleum in Coburg beigesetzt.
Am 7. März 1995 wurden ihre sterblichen Überreste zusammen mit denen ihres zweiten Ehemannes, des Großfürsten Kyrill Wladimirowitsch Romanow, in die Familiengruft der Romanows in der Peter-und-Paul-Kathedrale in Sankt Petersburg überführt.